# باشگاه فوتبال سپیدرود رشت در فصل ۹۸–۱۳۹۷
فصل ۹۸–۱۳۹۷ پنجاهمین فصل سپیدرود رشت است. این تیم در این فصل در لیگ برتر خلیج فارس و جام حذفی فوتبال ایران حضور دارد. این فصل سی و سومین فصل لیگ برتر و سی و دومین فصل جام حذفی ایران است.

## بازیکنان
| شماره |       | نقش       | بازیکن            |
| ----- | ----- | --------- | ----------------- |
| ۱     | ایران | دروازه‌بان | ایمان صادقی       |
| ۴     | ایران | هافبک     | میثم تهیدست       |
| ۵     | ایران | مدافع     | میلاد شیخ سلیمانی |
| ۷     | ایران | هافبک     | میثم فردوسی       |
| ۸     | ایران | هافبک     | حسین ابراهیمی     |
| ۱۰    | ایران | مهاجم     | پویا نزهتی        |
| ۱۱    | ایران | هافبک     | محمدرضا مهدوی     |
| ۱۲    | ایران | دروازه‌بان | کوروش ملکی        |
| ۱۷    | ایران | مدافع     | امین جوادی مقدم   |
| ۱۸    | ایران | مهاجم     | جواد آقایی‌پور     |
| ۱۹    | ایران | مهاجم     | مهرداد بایرامی    |

| شماره |         | نقش       | بازیکن           |
| ----- | ------- | --------- | ---------------- |
| ۲۳    | ایران   | هافبک     | علی عباسی        |
| ۲۷    | ایران   | مدافع     | ابراهیم لطفی     |
| ۳۰    | ایران   | مهاجم     | محمد لطفی        |
| ۷۷    | ایران   | دروازه‌بان | مازیار نوری      |
| ۹۰    | ایران   | مدافع     | علیرضا نورمحمدی  |
| ۹۹    | ایران   | مهاجم     | محمد غلامی       |
|       | ایران   | مدافع     | امیر منصوریان    |
|       | ایران   | هافبک     | پیام صادقیان     |
|       | ایران   | مدافع     | حامد محمودی      |
|       | ایران   | هافبک     | حمیدرضا طاهرخانی |
|       | گرجستان | مدافع     | لوکا نوزادزه     |
|       | ایران   | مهاجم     | محمد علیزاده     |
|       | گرجستان | مدافع     | روما چاچوا       |

## گلزنان
| بازیکن            | لیگ برتر | جام حذفی | مجموع |
| ----------------- | -------- | -------- | ----- |
| محمد غلامی        | ۴        | ۱        | ۵     |
| حسین ابراهیمی     | ۳        | ۰        | ۳     |
| مهرداد بایرامی    | ۳        | ۰        | ۳     |
| میلاد شیخ سلیمانی | ۲        | ۰        | ۲     |
| حسین شنانی        | ۲        | ۰        | ۲     |
| پویا نزهتی        | ۱        | ۰        | ۱     |
| میثم فردوسی       | ۱        | ۰        | ۱     |
| میثم تهیدست       | ۱        | ۰        | ۱     |

## رقابت‌ها

### بررسی مسابقات
| رقابت    | اولین بازی    | آخرین بازی | شروع دور | آمار | آمار | آمار | آمار | آمار | آمار | آمار | آمار  |
| رقابت    | اولین بازی    | آخرین بازی | شروع دور | بازی | ب    | ت    | ش    | گ‌ز   | گ‌خ   | ت‌گ   | % برد |
| -------- | ------------- | ---------- | -------- | ---- | ---- | ---- | ---- | ---- | ---- | ---- | ----- |
| لیگ برتر | ۲۶ ژوئیه ۲۰۱۸ |            | هفته اول | ۲۴   | ۲    | ۹    | ۱۳   | ۱۵   | ۴۲   | ۲۷−  | ۰۰۸   |
| جام حذفی |               |            |          | ۲    | ۱    | ۰    | ۱    | ۱    | ۱    | ۰+   | ۰۵۰   |
| مجموع    | مجموع         | مجموع      | مجموع    | ۲۶   | ۳    | ۹    | ۱۴   | ۱۶   | ۴۳   | ۲۷−  | ۰۱۲   |

آخرین به‌روزرسانی در: ۵ آوریل ۲۰۱۹.

منبع: رقابت‌ها

### لیگ برتر

#### جایگاه در جدول
| رده | باشگاه          | بازی | برد | مساوی | باخت | زده | خورده | تفاضل | امتیاز | توضیحات             |
| --- | --------------- | ---- | --- | ----- | ---- | --- | ----- | ----- | ------ | ------------------- |
| ۱۳  | ماشین‌سازی       | ۲۹   | ۴   | ۱۷    | ۸    | ۱۸  | ۲۴    | ۶-    | ۲۹     |                     |
| ۱۴  | نفت مسجدسلیمان  | ۲۹   | ۳   | ۱۲    | ۱۴   | ۱۴  | ۳۲    | ۱۸-   | ۲۱     |                     |
| ۱۵  | سپیدرود         | ۲۹   | ۳   | ۱۱    | ۱۵   | ۲۳  | ۵۱    | ۲۸-   | ۲۰     | سقوط به لیگ آزادگان |
| ۱۶  | استقلال خوزستان | ۲۹   | ۳   | ۹     | ۱۷   | ۱۸  | ۴۵    | ۲۷-   | ۱۲     | سقوط به لیگ آزادگان |

#### دست‌آوردها در خانه و بیرون
| مجموع | مجموع  | مجموع | مجموع | مجموع | مجموع | مجموع | مجموع | خانه | خانه | خانه | خانه | خانه | خانه | مهمان | مهمان | مهمان | مهمان | مهمان | مهمان |
| بازی  | امتیاز | پ     | ت     | ش     | گ‌ز    | گ‌خ    | ت‌گ    | پ    | ت    | ش    | گ‌ز   | گ‌خ   | ت‌گ   | پ     | ت     | ش     | گ‌ز    | گ‌خ    | ت‌گ    |
| ----- | ------ | ----- | ----- | ----- | ----- | ----- | ----- | ---- | ---- | ---- | ---- | ---- | ---- | ----- | ----- | ----- | ----- | ----- | ----- |
| ۲۹    | ۲۰     | ۳     | ۱۱    | ۱۵    | ۲۳    | ۵۱    | −۲۸   | ۲    | ۶    | ۸    | ۱۵   | ۳۱   | −۱۶  | ۱     | ۵     | ۷     | ۸     | ۲۰    | −۱۲   |

آخرین بروزرسانی: ۵ آوریل ۲۰۱۹

منبع: سازمان لیگ

پ = پیروزی؛ ت = تساوی؛ ش = شکست؛ گ‌ز = گل زده؛ گ‌خ = گل خورده؛ ت‌گ = تفاضل گل

#### نتایج در هر بازی
| هفته    | ۱  | ۲  | ۳  | ۴  | ۵  | ۶  | ۷  | ۸  | ۹  | ۱۰ | ۱۱ | ۱۲ | ۱۳ | ۱۴ | ۱۵ | ۱۶ | ۱۷ | ۱۸ | ۱۹ | ۲۰ | ۲۱ | ۲۲ | ۲۳ | ۲۴ | ۲۵ | ۲۶ | ۲۷ | ۲۸ | ۲۹ | ۳۰ |
| ------- | -- | -- | -- | -- | -- | -- | -- | -- | -- | -- | -- | -- | -- | -- | -- | -- | -- | -- | -- | -- | -- | -- | -- | -- | -- | -- | -- | -- | -- | -- |
| زمین    | ب  | خ  | ب  | خ  | ب  | خ  | ب  | ب  | خ  | ب  | خ  | ب  | خ  | ب  | خ  | خ  | ب  | خ  | ب  | خ  | ب  | خ  | خ  | ب  | خ  | ب  | خ  | ب  |    |    |
| دست‌آورد | ش  | ش  | م  | ش  | ش  | م  | ش  | ش  | م  | ش  | پ  | پ  | ش  | م  | ش  | م  | ش  | م  | ش  | ش  | م  | ش  | م  | م  | پ  | م  | ش  | م  |    |    |
| جایگاه  | ۱۶ | ۱۶ | ۱۶ | ۱۶ | ۱۶ | ۱۶ | ۱۶ | ۱۶ | ۱۶ | ۱۶ | ۱۶ | ۱۴ | ۱۵ | ۱۵ | ۱۵ | ۱۵ | ۱۵ | ۱۵ | ۱۵ | ۱۵ | ۱۵ | ۱۵ | ۱۵ | ۱۵ | ۱۵ | ۱۵ | ۱۵ | ۱۵ |    |    |

زمین: ب = بیرون از خانه، خ = داخل خانه. دست‌آورد: پ = پیروزی، ش = شکست، م = مساوی، ع = به تعویق افتاده.

### جام حذفی

#### دست‌آوردها در خانه و بیرون
| مجموع | مجموع  | مجموع | مجموع | مجموع | مجموع | مجموع | مجموع | خانه | خانه | خانه | خانه | خانه | خانه | مهمان | مهمان | مهمان | مهمان | مهمان | مهمان |
| بازی  | امتیاز | پ     | ت     | ش     | گ‌ز    | گ‌خ    | ت‌گ    | پ    | ت    | ش    | گ‌ز   | گ‌خ   | ت‌گ   | پ     | ت     | ش     | گ‌ز    | گ‌خ    | ت‌گ    |
| ----- | ------ | ----- | ----- | ----- | ----- | ----- | ----- | ---- | ---- | ---- | ---- | ---- | ---- | ----- | ----- | ----- | ----- | ----- | ----- |
| ۲     | ۳      | ۱     | ۰     | ۱     | ۱     | ۱     | ۰     | ۰    | ۰    | ۱    | ۰    | ۱    | −۱   | ۱     | ۰     | ۰     | ۱     | ۰     | ۱+    |

آخرین بروزرسانی: ۱۳ سپتامبر ۲۰۱۸

منبع: سازمان لیگ

پ = پیروزی؛ ت = تساوی؛ ش = شکست؛ گ‌ز = گل زده؛ گ‌خ = گل خورده؛ ت‌گ = تفاضل گل

## اسپانسرها
- اسپانسر اصلی: گنجینه شهر فرش خزر
- سازندهٔ رسمی لباس: یوسف جامه
- اسپانسر رسمی: موسسه مالی اعتباری کوثر